# …Like Clockwork
…Like Clockwork (укр. …Немов годинник) — шостий студійний альбом американського рок-гурту Queens of the Stone Age, випущений у червні 2013 року.

## Передумови
У 2011 році, фронтмен Джош Хоммі був госпіталізований на 13 днів, але через виникнення ускладнення під час звичайної хірургічної операції на коліні, він пролежав у ліжку ще чотири місяці. Хоммі зазначив: «Я прокинувся і доктор сказав: “Чорт, ми втратили тебе”. Я не міг піднятись чотири місяці. Коли я піднявся, я не розумів, що коїться». Впродовж цього часу, Хоммі впав у глибоку депресію, наголосивши: «Я ніколи б не сказав: “Швидше за все, я не виберуся звідси”. Але тоді, я безумовно думав це». Решта членів Queens of the Stone Age — гітарист Трой Ван Леувен (деколи англійською вимовляється як Лівен, так, як у голландській), гітарист/клавішник Дін Фертіта, бас-гітарист Майкл Шуман і барабанщик Джої Кастільо — закликали Хоммі повернутися до гурту і почати роботу над шостим студійним альбомом. Хоммі сказав: «Я казав їм: “Якщо ви хочете зробити альбом зі мною зараз, в тому стані, в якому я знаходжусь, йдіть у туман. Це єдиний шанс для вас”. Це дуже зблизило нас, тому що ви можете і не знати людину доти, доки щось не починає йти не так».
Згодом, гурт перевипустив свій дебютний однойменний альбом 1998 року, і розпочав велике турне, граючи цей альбом у повному обсязі кожен концерт. За словами Хоммі: «Репетиції першого альбому — це щось дійсно нове. Це перетворювало новий запис на щось інше. Те, що ми робили було типу блюзове, і тепер це перетворилося на трансову, зламану річ». Однак у 2013 році, Хоммі сказав: «Я сподівався, що граючи перший альбом я надихнуся і полюблю музику знов. Але я просто заблудився, шукаючи щось у темряві. У цій темряві я знайшов …Like Clockwork».

## Список пісень
Автор слів Джош Хоммі, автор музики Queens of the Stone Age, окрім відмічених. 
| #   | Назва                                                         | Тривалість |
| --- | ------------------------------------------------------------- | ---------- |
| 1.  | «Keep Your Eyes Peeled»                                       | 5:04       |
| 2.  | «I Sat by the Ocean»                                          | 3:55       |
| 3.  | «The Vampyre of Time and Memory»                              | 3:34       |
| 4.  | «If I Had a Tail»                                             | 4:55       |
| 5.  | «My God Is the Sun»                                           | 3:55       |
| 6.  | «Kalopsia»                                                    | 4:38       |
| 7.  | «Fairweather Friends» (Queens of the Stone Age, Марк Ланеґан) | 3:43       |
| 8.  | «Smooth Sailing»                                              | 4:51       |
| 9.  | «I Appear Missing»                                            | 6:01       |
| 10. | «…Like Clockwork» (Джош Хоммі, Джеймс Лавелль, Чарлі Мей)     | 5:24       |